# Triumfetta clementii
Triumfetta clementii är en malvaväxtart som beskrevs av B.L. Rye. Triumfetta clementii ingår i släktet triumfettor, och familjen malvaväxter. Inga underarter finns listade i Catalogue of Life.